# Primo Mori
Pour les articles homonymes, voir Mori.
Primo Mori (né le 7 avril 1944 à San Miniato, dans la province de Pise, en Toscane) est un coureur cycliste italien. Professionnel de 1969 à 1975, il a notamment remporté une étape du Tour de France.
Il est le père des coureurs cyclistes Manuele et Massimiliano Mori.

## Palmarès
- 1966
  - Coppa Lanciotto Ballerini
- 1969
  - 8e du Tour d'Italie
- 1970
  - 13e étape du Tour de France
  - 3e du Tour de Suisse
- 1971
  - Prologue du Tour d'Italie (contre-la-montre par équipes)
  - 5e étape du Tour de Catalogne
- 1972
  - 3e du Tour des Marches

## Résultats sur les grands tours

### Tour de France
3 participations
- 1970 : 28e, vainqueur de la 13e étape
- 1971 : 12e
- 1972 : 39e

### Tour d'Italie
5 participations
- 1969 : 8e, vainqueur du classement des néo-professionnels
- 1971 : abandon (20ea étape), vainqueur du prologue (contre-la-montre par équipes)
- 1973 : 30e
- 1974 : 23e
- 1975 : 28e

### Tour d'Espagne
1 participation
- 1969 : 61e